# Усениус, Артур Адольфич
Артур Адольфович Усениус (швед. Arthur Fredrik Usénius; 7 сентября 1888, Гельсингфорс — 27 ноября 1937, Ленинград) — финский социалистический политик шведского происхождения и советский хозяйственный деятель.

## Биография
Родился в Гельсингфорсе. В 1902 г. закончил народное училище в г. Петрограде, в 1904 г. профшколу по специальности «элетротехник».
В 1904 по 1906 гг. работал слесарем на судостроительной верфи в Гельсингфорсе.
В 1907—1909 гг. — мастер-электрик ремонтных мастерских в Гельсингфорсе. Был главным редактором газеты «Arbetaren».
В 1909—1910 гг. работал линейным монтером на городской электростанции.
С 1910 по 1912 гг. проживал в Соединенных Штатах Америки, работал слесарем-механиком в частных кампаниях в Перл-Ривер и Буффало. Член Социалистической партии Америки. После возвращения на родину член Финляндской социал-демократической партии (1912—1918).
С 1914 по по 1917 гг. работал старшим машинистом на электростанции в Гельсингфорсе.
В 1917—1918 гг. являлся депутатом Финляндского сейма.
В августе 1917 г в квартире Усениуса проживал В. И. Ленин.
Участвовал в Гражданской войне в Финляндии в разведке.
С 1918 по 1921 гг. был представителем Финляндской рабочей республики и Коммунистической партии Финляндии в Стокгольме.
С декабря 1920 г. проживал в РСФСР.
С 1920 г. работал инструктором Карвнешторга в г. Петрозаводске.
В 1923 г. по инициативе Артура Усениуса была создана первая в СССР шведская коммунистическая партийная ячейка.
С 1923 г. был назначен на должность уполномоченного по борьбе с последствиями голода при Карцике.
С 1924 г. — управляющий Карельского сельбанка.
С 1929 г. — заместитель народного комиссара земледелия Автономной Карельской ССР.
С 1930 г. — управляющий Карэлектро.
В 1933 г. — нарком легкой промышленности АКССР, с 1934 г. — инспектор Карелместпрома.
Арестован 18 октября 1935 г. военным трибуналом ЛенВО, 31 октября 1937 г. приговорен по ст. 58-7 УК РСФСР к высшей мере наказания. Расстрелян в г. Ленинград 27 ноября 1937 г..